# Oxinasphaera matucana
Oxinasphaera matucana is een pissebed uit de familie Sphaeromatidae die voornamelijk langs de zuidelijke kusten van Australië en in Nieuw-Zeeland voorkomt. De wetenschappelijke naam van de soort werd voor het eerst geldig gepubliceerd in 1997 door Bruce.